# Banhs
Bains és un municipi francès situat al departament de l'Alt Loira i a la regió d'Alvèrnia-Roine-Alps. L'any 2007 tenia 1.163 habitants.

## Demografia

### Població
El 2007 la població de fet de Bains era de 1.163 persones. Hi havia 443 famílies de les quals 99 eren unipersonals (62 homes vivint sols i 37 dones vivint soles), 137 parelles sense fills, 174 parelles amb fills i 33 famílies monoparentals amb fills.
La població ha evolucionat segons el següent gràfic:
Habitants censats

### Habitatges
El 2007 hi havia 587 habitatges, 453 eren l'habitatge principal de la família, 71 eren segones residències i 64 estaven desocupats. 507 eren cases i 78 eren apartaments. Dels 453 habitatges principals, 339 estaven ocupats pels seus propietaris, 91 estaven llogats i ocupats pels llogaters i 22 estaven cedits a títol gratuït; 1 tenia una cambra, 20 en tenien dues, 57 en tenien tres, 154 en tenien quatre i 221 en tenien cinc o més. 360 habitatges disposaven pel capbaix d'una plaça de pàrquing. A 190 habitatges hi havia un automòbil i a 228 n'hi havia dos o més.

### Piràmide de població
La piràmide de població per edats i sexe el 2009 era:
| Homes | Edats   | Dones |
| ----- | ------- | ----- |
| 0     | 95 o +  | 4     |
| 8     | 90 a 94 | 12    |
| 8     | 85 a 89 | 8     |
| 0     | 80 a 84 | 8     |
| 8     | 75 a 79 | 16    |
| 16    | 70 a 74 | 44    |
| 24    | 65 a 69 | 12    |
| 24    | 60 a 64 | 20    |
| 24    | 55 a 59 | 8     |
| 32    | 50 a 54 | 32    |
| 48    | 45 a 49 | 40    |
| 60    | 40 a 44 | 28    |
| 44    | 35 a 39 | 40    |
| 32    | 30 a 34 | 48    |
| 44    | 25 a 29 | 24    |
| 28    | 20 a 24 | 36    |
| 24    | 15 a 19 | 40    |
| 40    | 10 a 14 | 36    |
| 52    | 5 a 9   | 40    |
| 24    | 0 a 4   | 28    |

## Economia
El 2007 la població en edat de treballar era de 769 persones, 612 eren actives i 157 eren inactives. De les 612 persones actives 568 estaven ocupades (323 homes i 245 dones) i 45 estaven aturades (22 homes i 23 dones). De les 157 persones inactives 46 estaven jubilades, 56 estaven estudiant i 55 estaven classificades com a «altres inactius».

### Ingressos
El 2009 a Bains hi havia 465 unitats fiscals que integraven 1.175,5 persones, la mediana anual d'ingressos fiscals per persona era de 15.695 €.

### Activitats econòmiques
Dels 60 establiments que hi havia el 2007, 3 eren d'empreses alimentàries, 1 d'una empresa de fabricació d'altres productes industrials, 13 d'empreses de construcció, 8 d'empreses de comerç i reparació d'automòbils, 4 d'empreses de transport, 11 d'empreses d'hostatgeria i restauració, 3 d'empreses financeres, 2 d'empreses immobiliàries, 3 d'empreses de serveis, 9 d'entitats de l'administració pública i 3 d'empreses classificades com a «altres activitats de serveis».
Dels 23 establiments de servei als particulars que hi havia el 2009, 1 era una gendarmeria, 1 oficina de correu, 1 una oficina bancària, 1 taller de reparació d'automòbils i de material agrícola, 1 autoescola, 3 paletes, 2 guixaires pintors, 1 fusteria, 3 lampisteries, 1 electricista, 1 empresa de construcció, 2 perruqueries, 4 restaurants i 1 saló de bellesa.
Dels 6 establiments comercials que hi havia el 2009, 4 eren fleques, 1 una carnisseria i 1 un drogueria.
L'any 2000 a Bains hi havia 67 explotacions agrícoles que ocupaven un total de 2.464 hectàrees.

## Equipaments sanitaris i escolars
L'únic equipament sanitari que hi havia el 2009 era una farmàcia.
El 2009 hi havia 2 escoles elementals.

## Poblacions més properes
El següent diagrama mostra les poblacions més properes.